# Sportclub Cham 2019-2020
Questa voce raccoglie le informazioni riguardanti il Sportclub Cham nelle competizioni ufficiali della stagione 2019-2020.

## Stagione
Nella stagione 2019-2020 il Cham, allenato da Roland Schwegler, concluse il campionato di Promotion League al 12º posto. In Coppa Svizzera il Cham fu eliminato al primo turno dall' Aarau.

## Rosa
| N. |                                 | Ruolo | Calciatore         |
| -- | ------------------------------- | ----- | ------------------ |
| 1  | Svizzera (bandiera)             | P     | Samuel Blättler    |
| 3  | Svizzera (bandiera)             | D     | Fabio Niederhauser |
| 4  | Svizzera (bandiera)             | D     | Danijel Stefanovic |
| 5  | Svizzera (bandiera)             | D     | Cleric Njau        |
| 6  | Croazia (bandiera)              | D     | Leo Suta           |
| 6  | Svizzera (bandiera)             | C     | Ramon Cecchini     |
| 7  | Svizzera (bandiera)             | A     | Lukas Riedmann     |
| 8  | Svizzera (bandiera)             | D     | Elvir Zukaj        |
| 8  | Bosnia ed Erzegovina (bandiera) | C     | Admir Seferagic    |
| 10 | Svizzera (bandiera)             | C     | Cristian Miani     |
| 11 | Svizzera (bandiera)             | A     | Célien Wicht       |
| 14 | Svizzera (bandiera)             | C     | Jan Loosli         |
| 15 | Svizzera (bandiera)             | D     | Lucas Thöni        |

| N. |                                 | Ruolo | Calciatore           |
| -- | ------------------------------- | ----- | -------------------- |
| 16 | Svizzera (bandiera)             | P     | Marco Peterhans      |
| 16 | Svizzera (bandiera)             | P     | Thomas Steiner       |
| 17 | Svizzera (bandiera)             | D     | Mauro Bender         |
| 19 | Svizzera (bandiera)             | C     | Nikola Bozic         |
| 20 | Svizzera (bandiera)             | C     | Sandro Foschini      |
| 21 | Svizzera (bandiera)             | C     | Rafael Muff          |
| 23 | Svizzera (bandiera)             | C     | Marco Rüedi          |
| 24 | Svizzera (bandiera)             | D     | Kevin Röthlisberger  |
| 26 | Svizzera (bandiera)             | A     | Thimo Laisa          |
| 27 | Costa d'Avorio (bandiera)       | A     | Geoffrey Le Bigonsan |
| 31 | Bosnia ed Erzegovina (bandiera) | A     | Kemil Festić         |
|    | Svizzera (bandiera)             | D     | Edmond Ramadani      |
|    | Svizzera (bandiera)             | D     | Dalibor Stojanov     |

## Organigramma societario
Area tecnica
- Allenatore: Roland Schwegler
- Allenatore in seconda: Emilio Gesteiro
- Preparatore dei portieri:
- Preparatori atletici:

## Calciomercato

### Sessione estiva
| Acquisti | Acquisti | Acquisti | Acquisti |
| R.       | Nome     | da       | Modalità |
| -------- | -------- | -------- | -------- |

| Cessioni | Cessioni | Cessioni | Cessioni |
| R.       | Nome     | a        | Modalità |
| -------- | -------- | -------- | -------- |

### Sessione invernale
| Acquisti | Acquisti | Acquisti | Acquisti |
| R.       | Nome     | da       | Modalità |
| -------- | -------- | -------- | -------- |

| Cessioni | Cessioni | Cessioni | Cessioni |
| R.       | Nome     | a        | Modalità |
| -------- | -------- | -------- | -------- |

## Risultati

### Promotion League
| Arbitro: | Rothenfluh |

|                         |           |  |
| Budakova 15’ Gerber 70’ | Marcatori |  |

| Arbitro: | Thies |

|  |           |                                |
|  | Marcatori | 58’, 68’ Gomes 63’ (rig.) Alic |

| Arbitro: | Kanagasingam |

|            |           |           |
| Giusto 45’ | Marcatori | 13’ Miani |

| Arbitro: | Bannwart |

|                                   |           |                     |
| Herger 14’ Riedmann 61’ Rüedi 90’ | Marcatori | 9’ Causi 90’ Akessi |

| Arbitro: | Cibelli |

|                               |           |                                     |
| Sdiri 10’ Kastrati 14’ (rig.) | Marcatori | 20’ Riedmann 39’ Miani 86’ Foschini |

| Arbitro: | Kanagasingam |

|                        |           |                                           |
| Miani 31’ Foschini 35’ | Marcatori | 7’, 66’ Gele 49’ Brunner 90’ (rig.) Elmer |

| Arbitro: | Cibelli |

|        |           |           |
| Dia 7’ | Marcatori | 38’ Wicht |

| Arbitro: | Ljatifi |

|                      |           |                                |
| Herger 44’ Miani 89’ | Marcatori | 60’ (rig.) Erzinger 75’ Gasser |

| Arbitro: | Jancevski |

|                       |           |                            |
| Demiri 8’ Alvarez 71’ | Marcatori | 45’ (rig.) Miani 54’ Rüedi |

| Arbitro: | Grundbacher |

|                      |           |                                  |
| Wicht 28’ Herger 38’ | Marcatori | 9’ Shala 67’ Kucani 76’ Abegglen |

| Basilea 5 ottobre 2019, ore 16:00 CEST 11ª giornata | Basilea II | 0 – 0 referto | Cham | Leichtathletikstadion St. Jakob (160 spett.)\| Arbitro: \| Turkes \| |
| Arbitro:                                            | Turkes     |               |      |                                                                      |

| Arbitro: | Hürlimann |

|                    |           |  |
| Itaitinga 42’, 68’ | Marcatori |  |

| Arbitro: | von Mandach |

|                                  |           |           |
| Cecchini 45’ (rig.) Foschini 90’ | Marcatori | 51’ Russo |

| Arbitro: | Dégallier |

|  |           |                   |
|  | Marcatori | 51’ (aut.) Kadima |

| Arbitro: | Roth |

|                    |           |                      |
| Miani 7’ Bozic 56’ | Marcatori | 12’ Caslei 61’ Ninte |

| Cham 10 novembre 2019, ore 14:30 CET 16ª giornata | Cham      | 0 – 0 referto | Köniz | Stadio Eizmoos (350 spett.)\| Arbitro: \| Ghisletta \| |
| Arbitro:                                          | Ghisletta |               |       |                                                        |

| Arbitro: | Kanagasingam |

|                                |           |           |
| Alic 20’ Gaye 52’ Shillova 86’ | Marcatori | 33’ Wicht |

| 29 febbraio 2020, ore CET 18ª giornata | Cham | – non disputata | Zurigo II |  |

| 7 marzo 2020, ore CET 19ª giornata | YF Juventus | – non disputata | Cham |  |

| 14 marzo 2020, ore CET 20ª giornata | Cham | – non disputata | Breitenrain |  |

| 21 marzo 2020, ore CET 21ª giornata | Rapperswil-Jona | – non disputata | Cham |  |

| 28 marzo 2020, ore CET 22ª giornata | Cham | – non disputata | Étoile Carouge |  |

| 5 aprile 2020, ore CEST 23ª giornata | Münsingen | – non disputata | Cham |  |

| 11 aprile 2020, ore CEST 24ª giornata | Cham | – non disputata | Bavois |  |

| 18 aprile 2020, ore CEST 25ª giornata | Brühl | – non disputata | Cham |  |

| 25 aprile 2020, ore CEST 26ª giornata | Cham | – non disputata | Basilea II |  |

| 2 maggio 2020, ore CEST 27ª giornata | Cham | – non disputata | Sion II |  |

| 10 maggio 2020, ore CEST 28ª giornata | Bellinzona | – non disputata | Cham |  |

| 16 maggio 2020, ore CEST 29ª giornata | Cham | – non disputata | Stade Nyonnais |  |

| 23 maggio 2020, ore CEST 30ª giornata | Yverdon | – non disputata | Cham |  |

### Coppa Svizzera
| Cham 18 agosto 2019, ore 14:00 CEST Primo turno                                                          | Cham                 | 2 – 2 referto  | Aarau | Stadio Eizmoos (1 450 spett.) |
| \| \| \| \| \| Cecchini 45’ Rüedi 76’ \| Marcatori \| 39’, 89’ Mišić \| \| \| Tiri di rigore 3 – 5 \| \| |                      |                |       |                               |
| |                      |                |       |                               |
| Cecchini 45’ Rüedi 76’                                                                                   | Marcatori            | 39’, 89’ Mišić |       |                               |
| | Tiri di rigore 3 – 5 |                |       |                               |

## Statistiche

### Statistiche di squadra
| Competizione     | Punti | In casa | In casa | In casa | In casa | In casa | In casa | In trasferta | In trasferta | In trasferta | In trasferta | In trasferta | In trasferta | Totale | Totale | Totale | Totale | Totale | Totale | DR |
| Competizione     | Punti | G       | V       | N       | P       | Gf      | Gs      | G            | V            | N            | P            | Gf           | Gs           | G      | V      | N      | P      | Gf     | Gs     | DR |
| ---------------- | ----- | ------- | ------- | ------- | ------- | ------- | ------- | ------------ | ------------ | ------------ | ------------ | ------------ | ------------ | ------ | ------ | ------ | ------ | ------ | ------ | -- |
| Promotion League | 19    | 8       | 2       | 3       | 3       | 13      | 17      | 9            | 2            | 4            | 3            | 9            | 13           | 17     | 4      | 7      | 6      | 22     | 30     | -8 |
| Coppa Svizzera   | -     | 1       | 0       | 1       | 0       | 2       | 2       | 0            | 0            | 0            | 0            | 0            | 0            | 1      | 0      | 1      | 0      | 2      | 2      | 0  |
| Totale           | 19    | 9       | 2       | 4       | 3       | 15      | 19      | 9            | 2            | 4            | 3            | 9            | 13           | 18     | 4      | 8      | 6      | 24     | 32     | -8 |

### Andamento in campionato
| Giornata  | 1  | 2  | 3  | 4  | 5 | 6  | 7  | 8  | 9  | 10 | 11 | 12 | 13 | 14 | 15 | 16 | 17 |
| --------- | -- | -- | -- | -- | - | -- | -- | -- | -- | -- | -- | -- | -- | -- | -- | -- | -- |
| Luogo     | T  | C  | T  | C  | T | C  | T  | C  | T  | C  | T  | T  | C  | T  | C  | C  | T  |
| Risultato | P  | P  | N  | V  | V | P  | N  | N  | N  | P  | N  | P  | V  | V  | N  | N  | P  |
| Posizione | 16 | 16 | 16 | 11 | 9 | 12 | 12 | 12 | 12 | 12 | 12 | 13 | 11 | 11 | 11 | 11 | 12 |

Legenda:

Luogo: C = Casa; T = Trasferta. Risultato: V = Vittoria; N = Pareggio; P = Sconfitta.

### Statistiche dei giocatori
| Giocatore        | Promotion League | Promotion League | Promotion League | Promotion League | Coppa Svizzera | Coppa Svizzera | Coppa Svizzera | Coppa Svizzera | Totale   | Totale | Totale      | Totale     |
| Giocatore        | Presenze         | Reti             | Ammonizioni      | Espulsioni       | Presenze       | Reti           | Ammonizioni    | Espulsioni     | Presenze | Reti   | Ammonizioni | Espulsioni |
| ---------------- | ---------------- | ---------------- | ---------------- | ---------------- | -------------- | -------------- | -------------- | -------------- | -------- | ------ | ----------- | ---------- |
| R. Aeberli       | 7                | 0                | 0                | 0                | 0              | 0              | 0              | 0              | 7        | 0      | 0           | 0          |
| M. Bender        | 14               | 0                | 1                | 1                | 1              | 0              | 0              | 0              | 15       | 0      | 1           | 1          |
| G. Bigonsan      | 15               | 0                | 0                | 0                | 1              | 0              | 0              | 0              | 16       | 0      | 0           | 0          |
| S. Blättler      | 9                | 0                | 2                | 0                | 1              | 0              | 0              | 0              | 10       | 0      | 2           | 0          |
| N. Bozic         | 16               | 1                | 3                | 0                | 1              | 0              | 1              | 0              | 17       | 1      | 4           | 0          |
| M. Bühler        | 0                | 0                | 0                | 0                | 0              | 0              | 0              | 0              | 0        | 0      | 0           | 0          |
| R. Cecchini      | 13               | 1                | 4                | 0                | 1              | 1              | 0              | 0              | 14       | 2      | 4           | 0          |
| S. Diaz          | 0                | 0                | 0                | 0                | 0              | 0              | 0              | 0              | 0        | 0      | 0           | 0          |
| K. Festić        | 15               | 0                | 3                | 0                | 1              | 0              | 0              | 0              | 16       | 0      | 3           | 0          |
| S. Foschini      | 17               | 3                | 1                | 0                | 1              | 0              | 0              | 0              | 18       | 3      | 1           | 0          |
| L. Furrer        | 0                | 0                | 0                | 0                | 0              | 0              | 0              | 0              | 0        | 0      | 0           | 0          |
| N. Gruber        | 0                | 0                | 0                | 0                | 0              | 0              | 0              | 0              | 0        | 0      | 0           | 0          |
| R. Herger        | 13               | 3                | 2                | 0                | 1              | 0              | 0              | 0              | 14       | 3      | 2           | 0          |
| R. Hoxha         | 0                | 0                | 0                | 0                | 0              | 0              | 0              | 0              | 0        | 0      | 0           | 0          |
| T. Laisa         | 0                | 0                | 0                | 0                | 0              | 0              | 0              | 0              | 0        | 0      | 0           | 0          |
| J. Loosli        | 0                | 0                | 0                | 0                | 0              | 0              | 0              | 0              | 0        | 0      | 0           | 0          |
| F. Meier         | 0                | 0                | 0                | 0                | 0              | 0              | 0              | 0              | 0        | 0      | 0           | 0          |
| C. Miani         | 16               | 6                | 2                | 1                | 1              | 0              | 0              | 0              | 17       | 6      | 2           | 1          |
| J. Miranda       | 0                | 0                | 0                | 0                | 0              | 0              | 0              | 0              | 0        | 0      | 0           | 0          |
| R. Muff          | 8                | 0                | 0                | 0                | 0              | 0              | 0              | 0              | 8        | 0      | 0           | 0          |
| F. Niederhauser  | 17               | 0                | 1                | 0                | 1              | 0              | 0              | 0              | 18       | 0      | 1           | 0          |
| C. Njau          | 8                | 0                | 2                | 0                | 1              | 0              | 0              | 0              | 9        | 0      | 2           | 0          |
| H. Osmanbasic    | 0                | 0                | 0                | 0                | 0              | 0              | 0              | 0              | 0        | 0      | 0           | 0          |
| M. Peterhans     | 8                | 0                | 1                | 0                | 0              | 0              | 0              | 0              | 8        | 0      | 1           | 0          |
| E. Ramadani      | 0                | 0                | 0                | 0                | 0              | 0              | 0              | 0              | 0        | 0      | 0           | 0          |
| L. Riedmann      | 16               | 2                | 4                | 0                | 1              | 0              | 0              | 0              | 17       | 2      | 4           | 0          |
| K. Röthlisberger | 4                | 0                | 1                | 0                | 0              | 0              | 0              | 0              | 4        | 0      | 1           | 0          |
| M. Rüedi         | 15               | 2                | 2                | 1                | 1              | 1              | 0              | 0              | 16       | 3      | 2           | 1          |
| L. Santoro       | 0                | 0                | 0                | 0                | 0              | 0              | 0              | 0              | 0        | 0      | 0           | 0          |
| A. Seferagic     | 5                | 0                | 0                | 1                | 0              | 0              | 0              | 0              | 5        | 0      | 0           | 1          |
| N. Siegrist      | 0                | 0                | 0                | 0                | 0              | 0              | 0              | 0              | 0        | 0      | 0           | 0          |
| D. Stefanovic    | 13               | 0                | 3                | 0                | 1              | 0              | 0              | 0              | 14       | 0      | 3           | 0          |
| T. Steiner       | 0                | 0                | 0                | 0                | 0              | 0              | 0              | 0              | 0        | 0      | 0           | 0          |
| D. Stojanov      | 0                | 0                | 0                | 0                | 0              | 0              | 0              | 0              | 0        | 0      | 0           | 0          |
| L. Suta          | 1                | 0                | 0                | 0                | 0              | 0              | 0              | 0              | 1        | 0      | 0           | 0          |
| D. Tanzillo      | 0                | 0                | 0                | 0                | 0              | 0              | 0              | 0              | 0        | 0      | 0           | 0          |
| L. Thöni         | 0                | 0                | 0                | 0                | 0              | 0              | 0              | 0              | 0        | 0      | 0           | 0          |
| C. Wicht         | 15               | 3                | 2                | 0                | 1              | 0              | 0              | 0              | 16       | 3      | 2           | 0          |
| M. Wiskemann     | 0                | 0                | 0                | 0                | 0              | 0              | 0              | 0              | 0        | 0      | 0           | 0          |
| J. Wüest         | 0                | 0                | 0                | 0                | 0              | 0              | 0              | 0              | 0        | 0      | 0           | 0          |
| E. Zukaj         | 0                | 0                | 0                | 0                | 0              | 0              | 0              | 0              | 0        | 0      | 0           | 0          |